# Third life
Third life is een muziekalbum van The Cats uit 1983. De titel van de elpee verwijst naar de comeback van de band, sinds het eerder voor de tweede keer uit elkaar was gevallen. De band had ook alweer een single uitgebracht, La diligence, en enkele verzamelalbums, totdat ze met Third life ook weer een album uitbrachten met nieuwe nummers. Het album stond 13 weken in de Album Top 100 en bereikte nummer 15 als hoogste positie.

## Nummers
| Nummer | Naam                   | Geschreven door                               | Duur | Opmerkingen |
| --- | ---------------------- | --------------------------------------------- | ---- | ----------- |
| A1 | Love is a golden ring  | Frank Miller, Richard Dehr en Terry Gilkyson  | 2:50 |             |
| A2 | Rosie                  | Dick Wagner, Piet Veerman en Cor Veerman      | 5:14 |             |
| A3 | Samaina                | Cees Veerman                                  | 4:01 |             |
| A4 | Sail away              | Piet Veerman                                  | 3:30 |             |
| A5 | Stay in my life        | Piet Veerman en Marnec                        | 3:53 |             |
| A6 | Let's spend the night  | Bob McDill                                    | 3:30 |             |
| B1 | It turns me inside out | Jan Crutchfield                               | 3:38 |             |
| B2 | Lovers don't talk      | Fred Bekky en Tony Kolenberg                  | 3:42 |             |
| B3 | Darling oh darling     | Cees Veerman                                  | 3:27 |             |
| B4 | Second pair of eyes    | Piet Veerman en Alan Parfitt                  | 3:31 |             |
| B5 | By darkness surrounded | Jaap Schilder, Cees Veerman en Edward Reekers | 3:53 |             |
| B6 | We ain't free          | Piet Veerman, Alan Parfitt en Marnec          | 4:09 |             |
| Later zijn er van dit album opnieuw versies op cd uitgebracht waarop bonustracks staan. Deze cd is net als alle andere platen van The Cats in 2014 opgenomen in het verzamelwerk Complete. Op deze uitgave waren in tegenstelling tot de meeste andere cd's echter geen bonustracks aanwezig. |                        |                                               |      |             |